# 로드 론듀스
로드 론듀스(Rod Rondeaux, 1958년 1월 1일 ~ )는 미국의 영화배우, 배우, 텔레비전 배우이다. 로스앤젤레스에서 태어났다.

## 영화
- 메코 (2015년)
- 믹의 지름길 (2010년)
- 인투 더 웨스트 (2005년)
- 실종 (2003년)